# 安藤宗季
安藤 宗季（あんどう むねすえ）は、鎌倉時代末期の武将・御内人。初名を五郎三郎季久、宗久とする系図も存在する。父は安藤元親とする系図があるが信憑性に乏しく詳細は不明。安藤季久と同一人物とする説が有力。本姓は安倍。
宗季と同一人物とされる季久は従兄弟とも従兄弟の子とも伝わる安藤季長と蝦夷代官職を争い、安藤氏の乱を引き起こした。
季長と季久の争いは、文保2年（1318年）以前から続いていたと見られている。元亨2年（1322年）には得宗家公文所の裁定にかけられたが、『保暦間記』等によれば、内管領の長崎高資が双方から賄賂を受け双方に下知したため紛糾したという。
季久は、得宗家により正中2年6月6日（1325年7月16日）に蝦夷代官職を与えられ、ほぼ同時期に宗季と改名したと見られているが、このこともあり安藤氏の内紛から季長の得宗に対する反乱に繋がったと見られている。
季長は得宗家の裁定に服さず戦乱は収まらなかったため、嘉暦元年（1326年）に御内侍所工藤貞祐が追討に派遣された。貞祐は同年7月に季長を捕縛し鎌倉へ帰還したが、季長の郎党季兼や悪党が引き続き蜂起し、同2年（1327年）には幕府軍として宇都宮高貞、小田高知、南部長継らが派遣された。翌3年（1328年）に至り安藤氏の内紛については和談が成立した。
この間、正中2年9月11日（1325年10月18日）には子の犬法師に、元徳2年6月14日（1330年6月30日）には高季あてと二度にわたる譲り状が残っており、その史料（「新渡戸文書」）によると宗季の所領は陸奥鼻和郡絹家島、尻引郷、片野辺郷、蝦夷の沙汰、糠部郡宇曾利郷、中浜御牧、湊、津軽西浜であった。犬法師にあてた譲り状には西浜が含まれていなかったが、その理由を季長の実効支配下にあったためとする見解がある。
なお、むつ市教育委員会では宗季と季久を別人とし、正中2年に犬法師季久が所領を相続したとしている。この見解では宗季は季長の別名か安藤氏内部の第三者となるが、「米良文書」によると安藤又太郎宗季、師季、法季、盛季、泰季を「奥州下國（しものくに）殿之代々」と記録しており、宗季譲り状に見える犬法師は師季の幼名と見る意見が有力である。
また、本史料からは、この頃の安藤氏宗家が下国を名字としていたことが分かる。従来は法季の子の代に盛季の系統の下国家、鹿季の系統の上国家とに分裂したと考えられてきたが、近年、安藤氏の乱における季長の系統が上国家の祖と見なす見解が出されている。